# Clovia lepesmei
Clovia lepesmei är en insektsart som beskrevs av Victor Lallemand 1942. Clovia lepesmei ingår i släktet Clovia och familjen spottstritar. Inga underarter finns listade i Catalogue of Life.